# Грунька
Гру́нька — село в Україні, у Чупахівській селищній громаді Охтирського району Сумської області. Населення становить 3 осіб. Колишній орган місцевого самоврядування — Грінченківська сільська рада.

## Географія
Село Грунька знаходиться на лівому березі річки Ташань, неподалік від її витоків, нижче за течією на відстані 1 км розташоване село Розсохувате, на протилежному березі - село Іщенки (зняте з обліку в 1988 році).